# قرار مجلس الأمن التابع للأمم المتحدة رقم 1446
قرار مجلس الأمن التابع للأمم المتحدة رقم 1446، المتخذ بالإجماع في 4 كانون الأول / ديسمبر 2002، بعد الإشارة إلى جميع القرارات السابقة بشأن الحالة في سيراليون، ولا سيما القرارات 1132 (1997) و1171 (1998) و1299 (2000) و1306 (2000) و1385 (2001)، مدد المجلس الحظر المتعلق باستيراد الماس الخام غير الخاضع لسيطرة حكومة سيراليون حتى 5 يونيو 2003.
بدأ مجلس الأمن بالترحيب بانتهاء الحرب الأهلية في البلاد والتقدم الملحوظ في عملية السلام والوضع الأمني. وحث الحكومة على بسط سلطتها في جميع أنحاء البلاد، بما في ذلك مناطق إنتاج الماس. وأشار المجلس أن الاتجار غير المشروع بالماس أدى إلى تأجيج الصراع في سيراليون ورحب بالجهود الدولية لمكافحة الصلة بين الاتجار غير المشروع بالماس والصراع المسلح، ولا سيما من جانب مجلس الماس العالمي.
وبموجب الفصل السابع من ميثاق الأمم المتحدة، وسع القرار القيود المفروضة على استيراد الماس من سيراليون غير الخاضع لنظام شهادة المنشأ حتى 5 حزيران / يونيه 2003، على الرغم من أنه سيتم إنهاؤها إذا كان ذلك مناسبا. ورحب بتقرير يشير إلى أن النظام يساعد في كبح الاتجار غير المشروع بالماس. تمت دعوة الأمين العام كوفي عنان للإعلان عن أحكام والتزامات القرار الحالي.

## روابط خارجية
- نص القرار في undocs.org